# Hocker
Hocker é uma junta de governo da província de Entre Ríos, na Argentina.